# ENV 1545
La norma UNI ENV 1545 (Sistemes per a targetes d'identificació - Aplicacions als transports de superfície) indica les modalitats amb qui descriuen les diferents modalitats d'un contracte de transport carregat en un títol de transport electrònic sobre una smartcard.
La norma indica com codificar el contracte amb l'objectiu d'optimitzar l'espai ocupat en la memòria del títol electrònic.
En la part I de la norma s'hi descriuen els elements generals de les dades, en la part II en canvi s'hi descriuen les dades i les llistes de les claus relatives al pagament del transport i del viatge.